# Felix-von-Hornstein-Medaille
Die Felix-von-Hornstein-Medaille wird seit 1963 vom Bund für Naturschutz in Oberschwaben e. V. „für Verdienste um Natur und Mensch“ jeweils einer Person verliehen. Die Auszeichnung erinnert an den Förster und Naturschützer Felix von Hornstein aus Orsenhausen, Kreis Biberach. Mit seinem Buch Wald und Mensch aus dem Jahre 1951 hat er den Naturschutz in Oberschwaben stark beeinflusst.

## Preisträger der Felix-von-Hornstein-Medaille (Auswahl)

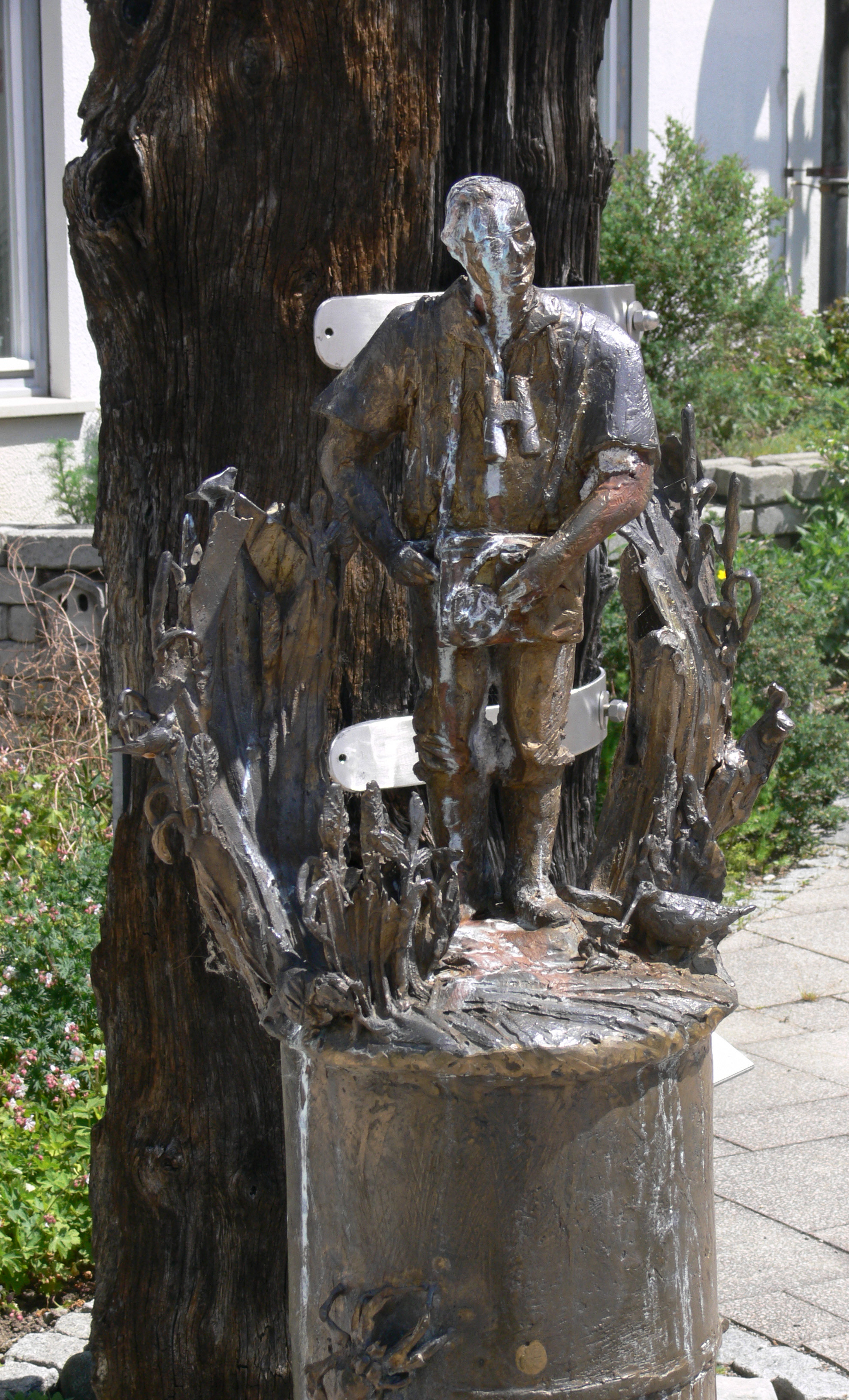
Denkmal für Pater Agnellus Schneider vor dem Naturschutzzentrum in Bad Wurzach

- 1964: Eugen Kauffmann, Fabrikant, Langenargen
- 1965: Richard Lohrmann, Landforstmeister, Riedlingen
- 1966: Ludwig Seiterich, Landrat, Konstanz
- 1967: Walter Zimmermann, Tübingen
- 1968: Ludwig Schäfle, Oberstudienrat a. D., Ulm
- 1969: Helmut Holtz, Regierungs-Baudirektor a. D., Ehingen
- 1970: Walter Münch, Landrat, Wangen i. A.
- 1978: Willi Birn, Regierungspräsident a. D., Tübingen
- 1979: Agnellus Schneider, Salvatorkolleg, Bad Wurzach
- 1988: Josef Sorg, Weingarten
- 1990: Heinrich Fink, Rektor a. D., Bad Wurzach
- 1999: Max Gögler, Regierungspräsident a. D., Tübingen
- 2003: Wilhelm Enderle, Studiendirektor a. D., Wangen
- 2004: Rudolf Ortlieb, Weingarten
- 2005: Erhard Dörr, Kempten
- 2006: Rupert Leser, Bad Waldsee
- 2007: Alfred Buschle, Ummendorf
- 2008: Lothar Zier, Königseggwald
- 2009: Rolf Riester, Forstdirektor i. R., Riedlingen
- 2010: Peter Berthold
- 2011: Dietmar Schillig, Weingarten
- 2012: Dietrich Weber, Baienfurt
- 2013: Günter Kuon, Leutkirch
- 2014: Hermann Bauer, Oberlehrer, Mengen
- 2015: Gerhard Knötsch, Friedrichshafen
- 2017: Helmut Schlichtherle, Hemmenhofen

## Geschichte
Die Felix-von-Hornstein-Medaille wurde zum ersten Mal im fünften Geschäftsjahr des Bundes für Naturschutz in Oberschwaben verliehen, der in der Phase des Wiederaufbaus und Wirtschaftswunders am 23. Mai 1959 in Bad Wurzach gegründet worden war. Die Gründer erkannten, dass Teile der Gesellschaft dazu neigten, beim Streben nach Fortschritt und materiellem Wohlstand den Naturschutz zu vergessen.
Die Flurbereinigung in der Landwirtschaft in Verbindung mit immer effektiveren Baumaschinen und Traktoren bedrohte besonders die oberschwäbischen Moore und Riede. Naturlandschaften und naturnahe Landschaften mit ihren oft einmaligen Ökotopen wurden offiziell als „Ödland“ oder „Unland“ bezeichnet. Auf Anregung des damaligen Landrats von Wangen im Allgäu, Dr. Walter Münch, gründete Pater Agnellus Schneider vom Salvatorkolleg Bad Wurzach diesen reinen Naturschutzbund. Er führte den Bund über 40 Jahre lang als 1. Vorsitzender und wurde danach Ehrenvorsitzender. Im Jahr 1979 erhielt er die Felix-von-Hornstein-Medaille.